# Jana Horáková
Jana Horáková (nascida em 4 de setembro de 1983) é uma ciclista profissional tcheca, especialista em BMX, competiu nos Jogos Olímpicos de Pequim 2008.